# OxiClean

Das aktuelle Logo, das seit 2003 verwendet wird

OxiClean ist ein Markenname für Haushaltsreiniger des US-amerikanischen Unternehmens Church & Dwight. Die Marke umfasst daneben auch Waschzusätze und Fleckentferner. Die Marke war früher von 1997 bis zur Übernahme durch Church & Dwight im Jahr 2006 im Besitz von Orange Glo International.

## Geschichte
Die Marke wurde 1997 von Orange Glo International eingeführt und wurde über Werbespots mit Billy Mays in den USA und Kanada als „Wundermittel“ vermarktet. Church & Dwight erwarb die Marke OxiClean durch die Übernahme von Orange Glo International im Jahr 2006; Zu diesem Zeitpunkt expandierte die Marke OxiClean mit der Einführung des OxiClean-Waschmittelballs in Waschmittel, gefolgt von OxiClean-Flüssigwaschmittel im Jahr 2014. Es wurde von Mays bis zu seinem Tod im Jahr 2009 weiterhin beworben. Das Produkt wird jetzt von Mays Freund und Mitarbeiter Anthony Sullivan empfohlen. Mays und Sullivan waren in der Show Pitchmen auf dem Discovery Channel zu sehen, in der das Produkt mehrmals gezeigt wurde.
Die Werbefilme von OxiClean gelten als Prototypen der Infomercials.

## Beschreibung
Einer der Wirkstoffe in OxiClean-Produkten ist Natriumpercarbonat (2 Na2CO3 · 3 H2O2), ein Addukt aus Natriumcarbonat (Na2CO3) und Wasserstoffperoxid (H2O2). Dieses zerfällt in Wasserstoffperoxid, wenn es in Wasser gelöst wird.